# Helene Vetsera

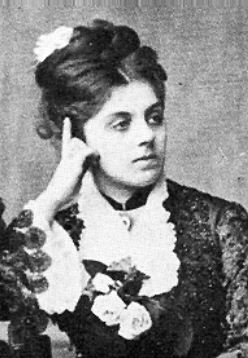
Helene Vetsera

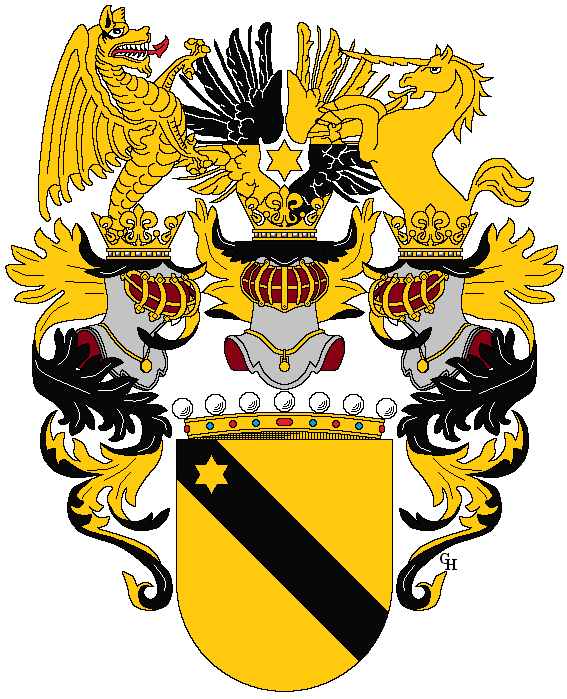
Wappen des Albin Freiherrn von Vetsera, Ehemann der Helene Baltazzi

Helene Freifrau von Vetsera (* 29. Mai 1847 in Marseille als Hélène Baltazzi; † 1. Februar 1925 in Wien, Österreich) war eine griechisch-österreichische Adlige und die Mutter von Mary Vetsera.

## Leben
Helene Baltazzi war die Tochter des griechischen Bankiers Theodor Baltazzi (1788–1860) und seiner Ehefrau Elisabeth Sarell (1821–1863). Sie galt als das reichste Mädchen von Konstantinopel, als sie 1864 den österreichischen Diplomaten Albin Ritter von Vetsera (1825–1887) heiratete. Ihre Brüder waren die Pferdesportler und Pferdezüchter Alexander Baltazzi, Aristides Baltazzi und Hector Baltazzi, die als Herrenreiter in der gesamten Donaumonarchie bekannt waren.
1870 wurde Albin Ritter von Vetsera in den Freiherrenstand erhoben. Als drittes von vier Kindern wurde 1871 die Tochter Maria (bekannt als Mary Vetsera) geboren, die siebzehn Jahre später durch ihren Tod in die Geschichte eingehen sollte. Die Familie wohnte zunächst in einem Gebäude am Schüttel in der Nähe des Wiener Praters und später, ab ca. 1880, in einem Palais in der Salesianergasse 11 in Wien. Helene von Vetsera führte hier ein großes Haus und gab in der Faschingssaison Bälle. Obwohl die Vetseras zur „Zweiten Gesellschaft“ zählten, waren sie um Kontakte in die höchsten adeligen Kreise bemüht; so besuchten auch Mitglieder der Hofgesellschaft ihre opulenten Bälle, obgleich sie die neuadlige und neureiche Familie nie als gleichwertig anerkannten. Helene liebte ihre Tochter Mary abgöttisch, zog sie ihren anderen Kindern vor und war bestrebt, sie in der Ersten Gesellschaft Wiens gut zu verheiraten.
Der Umstand, dass Helene Vetsera große Ambitionen für ihre schöne Tochter hegte, schließt es aus, dass sie deren Beziehung zum Kronprinzen Rudolf gekannt und gefördert hätte, da eine (einstige) Mätresse an erstklassige Familien nicht mehr vermittelbar gewesen wäre. Es war vielmehr Gräfin Marie Larisch, eine Cousine Rudolfs und Affäre von Helenes Bruder Heinrich Baltazzi, welche Mary an den Kronprinzen vermittelte. Am Tag vor dem Tod beider kam Marie Larisch zu Helene Vetsera und berichtete ihr, Mary sei bei einer gemeinsamen Einkaufstour mit ihrer Freundin plötzlich davongelaufen, wahrscheinlich zum Kronprinzen in die Hofburg. Erst dadurch erfuhr Helene von der Affäre. Die geschockte Baronin sah ihre ehrgeizigen Heiratsambitionen für ihre hübsche Tochter mit einem Schlag verschwinden. Um zumindest deren Ehre zu retten, vereinbarte sie mit ihrem Bruder Alexander Baltazzi, er solle mit Mary rasch, bevor es zu einem Skandal käme, nach Konstantinopel fahren und sich dort mit ihr verheiraten. Als Frau könnte sie dann machen, was sie wolle.
Als Mary auch nachts nicht wieder zuhause erschien, begab sich Helene Vetsera am nächsten Vormittag verzweifelt in die Hofburg, wo das Kaiserpaar soeben die Nachricht vom tragischen Geschehen in Mayerling erhalten hatte. Helene Vetsera, noch in Unkenntnis, flehte die Kaiserin Elisabeth an, sie solle mit Mary, anderenfalls mit ihrem Sohn, dem Kronprinzen reden. „Es trat eine kleine Pause ein. Die Kaiserin maß die Baronin mit ihren Blicken und erwiderte kalt: Das kann ich nicht – sie sind beide tot. Mit diesen Worten entfernte sich die Kaiserin hocherhobenen Hauptes. Helene Vetsera fiel... bewußtlos zu Boden“. Die Kaiserin war der Meinung gewesen, Baronin Vetsera habe von der Beziehung ihrer Tochter mit dem Kronprinzen Kenntnis gehabt und dieses Liebesverhältnis sogar begünstigt. Erst später erfuhr sie von der Unkenntnis der Baronin und ließ ihr Genugtuung widerfahren. Vor der Welt jedoch vermochte sich Helene Vetsera niemals ganz reinzuwaschen.
Nach der Mayerling-Tragödie erwarb sie 1891 ein Landhaus in Payerbach, das sie zum Herrenhaus Villa Vetsera umbauen ließ. Aufgrund ihrer sozialen Einstellung genoss Helene Vetsera in Payerbach hohe Wertschätzung. So kaufte sie u. a. Lehrmittel für die Schule und beschenkte jedes Jahr zu Weihnachten arme Schulkinder. 
Das Vetsera-Palais musste sie 1897 verkaufen und zog in eine große Mietwohnung in der Technikerstraße in Wien-Wieden. Nach dem Ende des Ersten Weltkriegs verlor sie durch die Inflation den Großteil ihres Vermögens. 1921 sah sie sich gezwungen, die Villa in Payerbach zu verkaufen und lebte danach in bescheidenen Verhältnissen.
Helene Vetsera überlebte alle ihre Kinder und starb 1925 verarmt in Wien. Beigesetzt wurde sie im Grab ihres jüngeren Sohnes Franz Albin auf dem Ortsfriedhof von Payerbach in Niederösterreich.

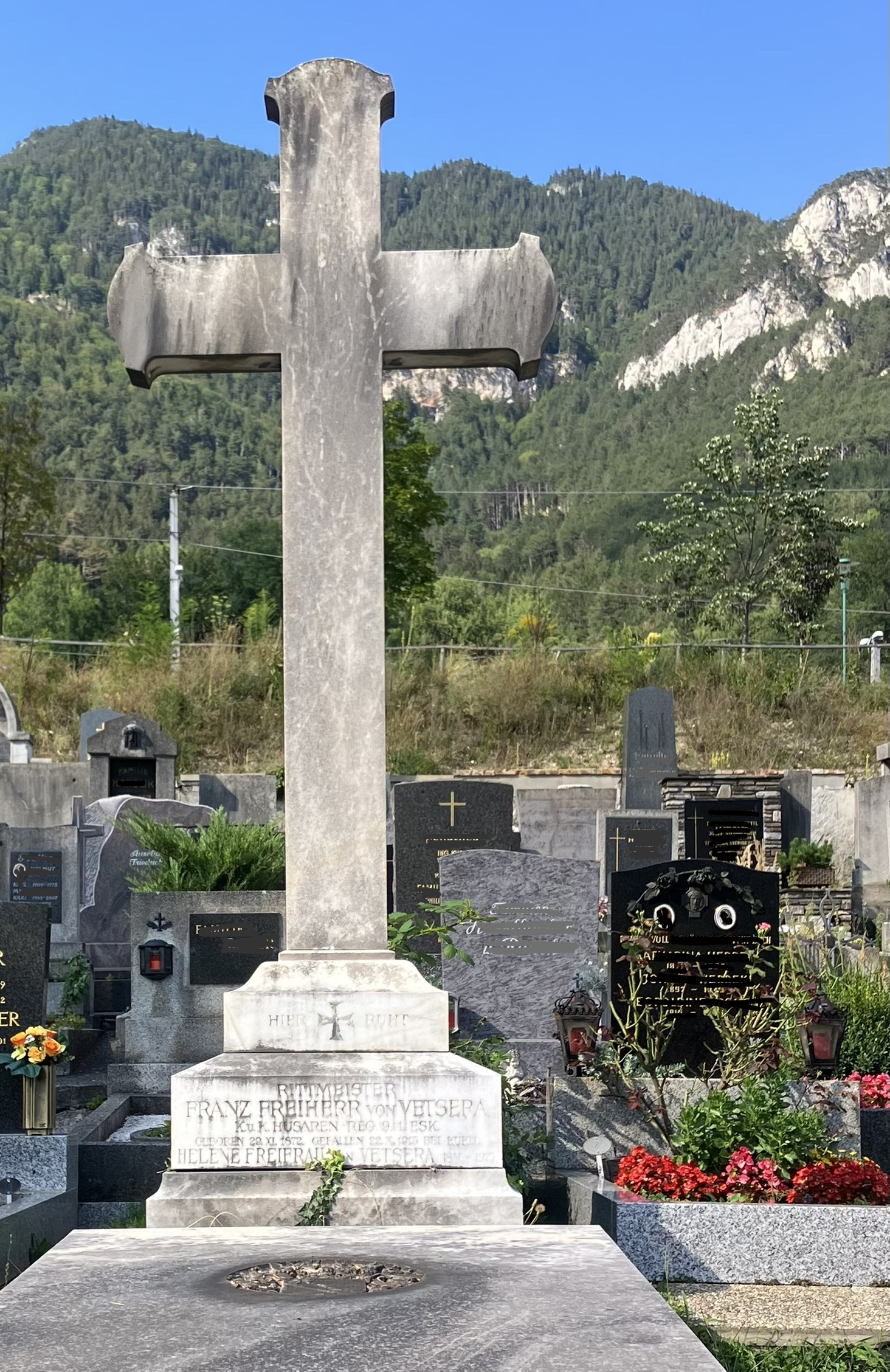
Grab von Helene Vetsera in Payerbach

## Mayerling
Nach der Tragödie von Mayerling, bei der der österreichische Kronprinz Rudolf am 30. Januar 1889 zuerst seine Geliebte Mary, dann sich selbst erschoss, fiel sie bei Hofe und in der aristokratischen Gesellschaft in Ungnade. Sie selbst wies jede Mitschuld an der Affäre von sich, erhob aber in einer Rechtfertigungsschrift Vorwürfe gegen ihre ehemalige Freundin Gräfin Marie Louise von Larisch-Wallersee, der sie die Kuppelei zwischen ihrer Tochter und dem Kronprinzen zum Vorwurf machte.

## Nachkommen
- Ladislaus „Lazi“ von Vetsera (1865–1881; † beim Ringtheaterbrand)
- Johanna „Hanna“ Gräfin von Bylandt-Rheydt, Freiin von Vetsera (1868–1901)[13] ⚭ Hendrik Graf von Byland-Rheyd (1863–1932)
- Marie „Mary“ Alexandrine Freiin von Vetsera (1871–1889)
- Franz Albin „Feri“ von Vetsera (1872–1915) ⚭ Maria Margit Gräfin von Bissingen und Nippenburg (1883–1944)

## Verfilmungen
Im Spielfilm Kronprinz Rudolfs letzte Liebe (1956) wurde Helene Vetsera von Adrienne Gessner verkörpert, in Der Kronprinz (1989) von Ildikó Hámori und im Fernsehfilm Kronprinz Rudolfs letzte Liebe (2006) von Alexandra Vandernoot.